# Bão Kalmaegi (2008)
Bão Kalmaegi, còn gọi là bão Helen ở Philippines, là 1 cơn bão cuồng phong cấp 2 năm 2008.

## Cấp bão
Cấp bão (Việt Nam): cấp 12 ~ cấp 13 - bão cuồng phong.
Cấp bão (Nhật Bản): 65 hải lý / 1 giờ - bão cuồng phong. Áp suất:970 mbar (hPa).
Cấp bão (Hoa Kỳ): 90 hải lý / 1 giờ - bão cuồng phong cấp 2.

## Lịch sử khí tượng
Đầu ngày 13 tháng 7, Cơ quan Khí tượng Nhật Bản (JMA), đã bắt đầu đưa ra những lời khuyên đầy đủ về áp thấp nhiệt đới, nằm ở phía đông Philippines. Cuối ngày hôm đó, PAGASA đã phân bổ tên Helen cho bệnh trầm cảm, tiếp theo vào ngày hôm sau bởi Trung tâm Cảnh báo Bão chung (JTWC) chỉ định số 08W. Đầu ngày 15 tháng 7, cả JTWC và JMA đã nâng cấp áp thấp thành trạng thái Bão nhiệt đới, với RSMC Tokyo gán tên "Kalmaegi" cho cơn bão. Sáng sớm ngày 17, Kalmaegi bắt đầu tăng cường nhanh chóng; cả JTWC và JMA đều nâng cấp Kalmaegi thành Typhoon.
Tại Philippines, nó đã đi qua Bắc Luzon (chủ yếu ảnh hưởng đến Ilocos và Thung lũng Cagayan), nơi nó đã giết chết hai người, khiến hơn 31.129 người bị ảnh hưởng và thiệt hại tài sản trị giá 7 triệu GBP. Cơn bão cũng tấn công 82 ngôi làng (tất cả ở Bắc Luzon) và gây thiệt hại khoảng 45.000 GBP cho đất nông nghiệp và chăn nuôi, [117] Bão Kalmaegi, đã bị Cục Thời tiết Trung ương Đài Loan hạ cấp xuống vùng bão nhiệt đới. đổ bộ xuống quận Ilan ở phía đông bắc Đài Loan vào tối ngày 17 tháng 7 lúc 19:40 giờ địa phương (13:40 UTC) và nổi lên eo biển Đài Loan lúc 7:20 sáng giờ địa phương (01:20 UTC) vào ngày 18 tháng 7 [118] Ít nhất mười chín đã mất mạng vì cơn bão và sáu người hiện được báo cáo là mất tích. Quận Đài Nam (nay là một phần của thành phố Đài Nam) ở miền nam Đài Loan đã báo cáo lượng mưa hơn 1100 mm ở một số vùng núi. Cơn bão đã gây thiệt hại trị giá 300 triệu Đài tệ, bao gồm thiệt hại nông nghiệp ước tính khoảng 16 triệu USD và cơn bão đã phá hủy khoảng 5.100 ha vườn cây và hoa màu.
Từ Đài Loan, bão, bây giờ hạ cấp xuống một cơn bão nhiệt đới, Trong Hà Phố của tỉnh Phúc Kiến, cơn bão nhiệt đới đổ bộ vào 17:50 giờ địa phương (0950 UTC), với sức gió khoảng 90 dặm một giờ (140 km/h). Tại tỉnh đó và ở tỉnh Chiết Giang lân cận, 360.000 cư dân đã rời bỏ những ngôi nhà ven biển và vùng thấp để thoát khỏi cơn bão. Các trường học và nhiều doanh nghiệp vẫn đóng cửa, và cơn bão dự kiến sẽ đi theo hướng tây bắc. Đầu ngày 19 tháng 7, JTWC đã đưa ra lời khuyên cuối cùng về Kalmaegi và hạ cấp nó xuống áp thấp nhiệt đới. Tuy nhiên, JMA tiếp tục đưa ra các cố vấn và duy trì Kalmaegi một cơn bão nhiệt đới khi nó di chuyển đến Hoàng Hải. Cuối ngày hôm sau, JMA đã hạ Kalmaegi xuống mức thấp còn sót lại (lốc xoáy ngoài trời) khi nó di chuyển trên đất liền qua Bắc Triều Tiên.